# Roodstaartchipmunk
De roodstaartchipmunk (Neotamias ruficaudatus)  is een zoogdier uit de familie van de eekhoorns (Sciuridae).

## Voorkomen
De soort komt voor in de Verenigde Staten.